# Архиепархия Щецина-Каменя

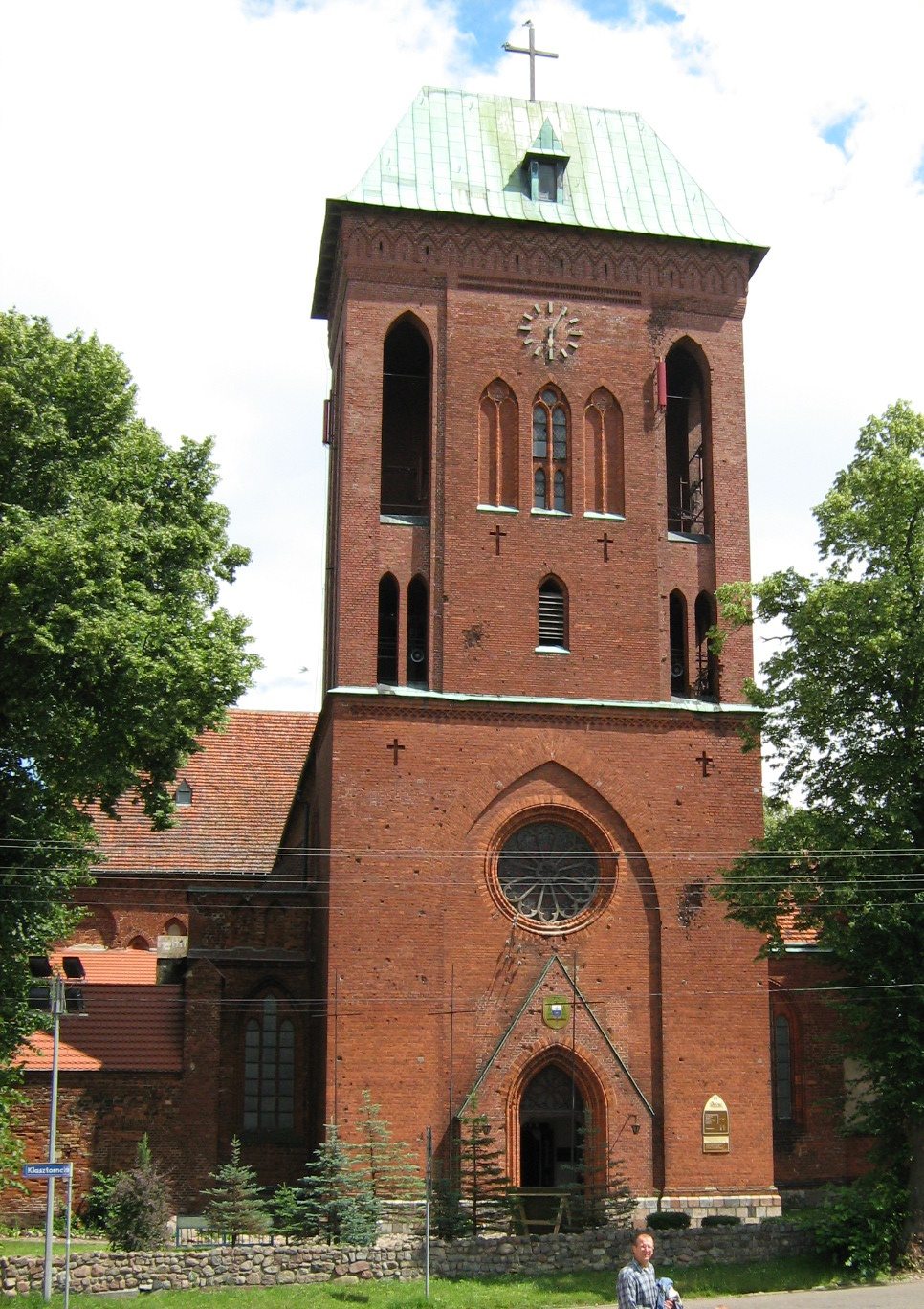
Собор святого Иоанна Крестителя, Камень-Поморский, Польша

Архиепархия Щецина-Каменя (лат. Archidioecesis Sedinensis-Caminensis) — архиепархия Римско-Католической церкви с центром в городе Щецин, Польша. В митрополию Щецина-Каменя входят епархии Зелёна-Гура — Гожува и Кошалина-Колобжега. Кафедральным собором архиепархии Щецина-Каменя является церковь святого Иакова в городе Щецин. В городе Камень-Поморском находится сокафедральный собор святого Иоанна Крестителя.

## История
28 июня 1972 года Святой Престол учредил епархию Щецина-Каменя, выделив её из епархии Берлина. В этот же день епархия Щецина-Каменя вошла в митрополию Гнезно.
25 марта 1992 года Римский папа Иоанн Павел II издал буллу Totus tuus Poloniae populus, которой возвёл епархию Щецина-Каменя в ранг архиепархии.

## Ординарии архиепархии
- епископ Ежи Строба (28.06.1972 — 21.09.1978), назначен архиепископом Познани
- епископ Казимеж Ян Майданьский (1.03.1979 — 25.03.1992)
- архиепископ Мариан Пржикуцкий (25.03.1992 — 1.05.1999)
- архиепископ Зыгмунт Каминьский (1.05.1999 — 21.02.2009)
- архиепископ Анджей Дзенга[англ.] (21.02.2009 — 24.02.2024)
- архиепископ Веслав Смигель[англ.] (13.09.2024 — по настоящее время)

## Источник
- Annuario Pontificio, Ватикан, 2007
- Булла Totus Tuus Poloniae populus, AAS 84 (1992), стр. 1099 Архивная копия от 13 июля 2020 на Wayback Machine  (лат.)